# Phytomyza calthophila
Phytomyza calthophila este o specie de muște din genul Phytomyza, familia Agromyzidae, descrisă de Erich Martin Hering în anul 1931.
Este endemică în Germania. Conform Catalogue of Life specia Phytomyza calthophila nu are subspecii cunoscute.